# Gastronomía del Panadés y el Garraf

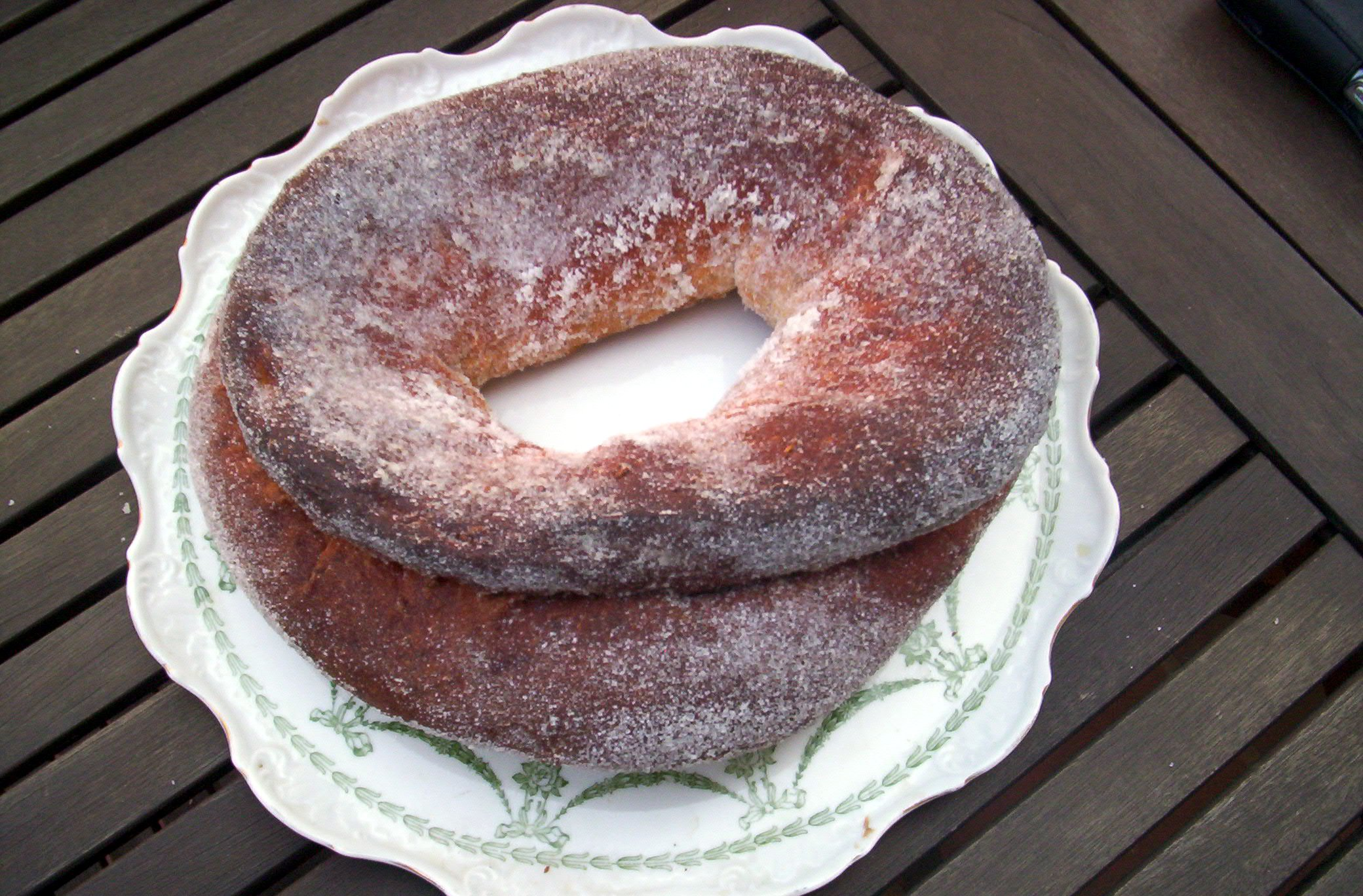
La Coca Garlanda es una torta típica de Vilafranca del Panedés, que también se consume en otros lugares del Alto Panedés.

La cocina del Panadés histórico, que incluye el Alto y Bajo Panadés, el Garraf, antiguamente la "Marina del Panadés", y también parte de la Noya (parte sur, ligeramente más allá de Igualada), trata sobre la comida y las bebidas típicos de la cocina penedesense.
El Panadés histórico configura, con la excepción de la Cordillera Litoral del Garraf, una llanura más o menos abierta entre el macizo de Montserrat y el Vallés al norte y el Campo de Tarragona al sur. Esta llanura es configurada por bosques y viñas, el cultivo de la cual constituye marca decisivamente la gastronomía penedesense.
las bases de la gastronomía del Panadés son los alimentos típicos de la masía mediterránea - el cereal, la viña, el olivo, almendra, la avellana, hortalizas, la aviram y las bestias de corral - añadido a los de los mercados comarcales - el embutido, el bacalao, el congre o las arengades. Este mercados - en especial lo de Villafranca los domingos - dieron en el Panadés el apodo de "corral de Barcelona". Este mercado destacaba los ajos, el congre, y el aviram, en especial el gallo.
A continuación se detallan los elementos más destacables de la gastronomía de esta comarca:

## Xató
El xató es una salsa elaborada con almendras y avellanas tostadas, miga de pan con vinagre, ajo, aceite, sal y la nyora o el pimiento de romesco. Esta salsa acompaña una ensalada de escarola, con anchoas, atún y bacalao y también olivas arbequines.
Esta salsa es originaria del Panadés, pero el origen concreto es disputado entre Villanueva y Geltrú, Sitges, Vendrell y Villafranca. En la actualidad casi todas las poblaciones del Gran Panadés tienen una variante propia de la receta de este plato, y las comidas festivas del xató, llamadas xatonades, son habituales, en especial alrededor de carnaval.
La procedencia del nombre es discutida. Una versión es que el nombre proviene del momento en que se xatonaven las bótes de vino, es decir, cuando se presentaba el vino novel de la cosecha. En aquel momento se solía comer una ensalada con esta salsa. Desde el 1997 las poblaciones de la histórica vegueria del Panadés celebran la Ruta del Xató que tiene por objetivo popularizar este plato y conocer las diferentes variantes de la receta. Esta ruta recorre Villafranca, Canyellas, San Pedro de Ribas, Sitges, Villanueva y Geltrú, Cubellas, Cunit, Vendrell y Calafell.
Según el consejo comarcal del Alto Panadés, este plato habría sido más picando y cociendo en un pasado. Es una comida para tomar fuera y en grupo. Joan Amades lo considera un plato veraniego.

## Aceite de oliva y la rosta
La rosta es una tradición arraigada en el Bajo Panadés, que consiste a probar, mojado con pan tostado, el aceite de arbequina acabada de hacer a la prensa. La costumbre se llama "hacer la rosta". Hoy en día es típico hacer una rostada popular a cualquier punto de la comarca. En cuanto al aceite de oliva, proviene del árbol del arbequina, una variedad con denominación de origen en Ciurana, Bajo Campo. Es esencialmente igual que el pan con aceite mallorquín. Al final del otoño se celebra en Vendrell la Fiesta del Vino y del Aceite Nuevo de Cataluña, que destaca una rosta acompañada con longaniza, tocino o arengada.

## Coca
La coca es un producto artesanal típico de todas las comarcas, que en el Alto Panadés adopta la forma original de una coca agujereada, denominada la coca espumillón, que es típica de Villafranca. También típicas de esta comarca son las cocas de recaudo, decoradas con productos de la huerta penedesense, carne o pescado salado; y las cocas de las viudes. En el Bajo Panadés existe la coca enramada, un tipo de coca de recaudo. Esta coca tiene cebolla, patata muy fina, pimiento rojo, sal, tocino o morcilla y huesos en Arbós; en Vendrell, sin embargo, tienen espinacas, judías, longaniza o arengada.

## Catanias y otros dulces
Una catania es un dulce seco típico de Villafranca del Panadés, elaborado con almendras tostadas caramelizadas, recubierto de pasta de almendra, avellana y leche, y después recubierto de nuevo con polvo de cacao y azúcar refinado.
Dulces típicos del Alto Panadés incluyen los gelidencs de Gelida, los Noiets de San Sadurní de Noya, y los carquiñoles de Santo Quinté y de Torrellas de Foix.
Dulces típicos del Bajo Panadés incluyen los soplados, hechos con avellanas, azúcar y clara de huevo; y las orelletes de Vendrell, asociadas con el Carnaval y la Cuaresma. Este segundo es un dulce frito y azucarado, en base de una harina fina, huevos, leche, limón, sal y levadura. Hay que decir que es idéntico a las orejuelas, un dulce de Castilla. Según Isabel y Luisa Gozo, los soplado son un invento bastante reciente mientras las orelletes vienen por lo pronto. Todavía otro dulce es el garrofí. El nombre hace referencia a la harina de algarroba. También hay que mencionar las magdalenas de la La Bisbal del Panadés. Por Semana Santa, Señoras y señores (o Currutacos) en Sitges.

## Otros platos típicos
En el Alto Panadés:
- Calçots[1]
- Asado de gallo.[1]
- Macarrones con bacalao.[1]
- Escudilla de congre.[1]
- Arroz caldoso y arroz a la cazuela con conejo o bacalao.[1]
- Salsa de Vilafranca: ajo, pimienta dulce, bitxo (opcional), aceite de oliva, vinagre y sal.
- Morcilla fresca y Morcilla con judías.[1]

En el Bajo Panadés:
- Escudilla
- Espineta de atún: en base de salaó de espina de atún, patatas y ajo.
- Fideuat marinero: en base de un caldo de pescado de roca y fideos saltados con allioli.
- Fideuat marinero
- Hierve de atún
- Arrossejat en Calafell.
- Mona de pascua, pero tradicionalmente sin chocolate y sin el sentido moderno de regalo del padrino.

En el Garraf:
- Arroz a la sitgetana: trae costilla de cerdo, sepias, gambas, cigalas, almejas y salchichas. Se le añade un vaso de malvasía.
- Hierve de atún de Villanueva y Geltrú
- Malvasia de Sitges

## Bebidas típicas
- La zona vinícola del Panadés es una de las más grandes productores de vino en Cataluña bajo la Denominación de Origen Panadés. Los vinos del Panadés son cavas, blancos, rosados o negros.[1] Una de las empresas más relacionadas con el vino del Panadés es Bodegas Torres, con sede en Villafranca. En cuanto a cava, destaca Castellblanch, con sede en San Sadurní.
- Resolí, un licor italiano con anís y canela elaborado a Vendrell.
- Malvasia de Sitges, vino dulce

## Ingredientes básicos
- Hortaliza: calçot - en el Alto Panadés recibe el nombre de ceballot, espigalls.[1]
- Uva
- Pescado: atún, bacalao
- Carne: cordero, tradicionalmente de raza carnero tarraconense.[1]
- Aviram: gallo y gallina de raza penedesense y el pato mudo del Panadés.[1]
- Caza: jabalí y liebre, de Montmell; conejo[1]

## Ferias gastronómicas
- En San Sadurní de Noya celebran la Semana del Cava a la segunda semana de octubre.
- El ViJazz de Villafranca del Panadés es una feria de vinos, cavas y productos autóctonos del Panadés mezclado con música jazz, que se celebra en julio.
- A final de verano se celebra una fiesta gastronómica en Coma-ruga con degustación del Fideuat marinero.
- A final de septiembre se hace en Sitges la Comida de Cata (25.ª edición el 2010)
- Al final del otoño se celebra en Vendrell la Fiesta del Vino y del Aceite Nuevo de Cataluña.